# Yasuhiro Noguchi
Yasuhiro Noguchi (em japonês:  野口 泰弘; Japão, 25 de abril de 1946 – 29 de novembro de 2023) foi um jogador de voleibol do Japão que competiu nos Jogos Olímpicos de 1972.
Em 1972, ele fez parte da equipe japonesa que conquistou a medalha de ouro no torneio olímpico, no qual jogou em cinco partidas.

## Morte
Noguchi morreu no dia 29 de novembro de 2023, aos 77 anos, por Insuficiência renal.